# Liste der Bodendenkmäler in Herzogenrath
Die Liste der Bodendenkmäler in Herzogenrath enthält die denkmalgeschützten unterirdischen baulichen Anlagen, Reste oberirdischer baulicher Anlagen, Zeugnisse tierischen und pflanzlichen Lebens und paläontologischen Reste auf dem Gebiet der Stadt Herzogenrath in der Städteregion Aachen in Nordrhein-Westfalen (Stand: 21. August 2020). Diese Bodendenkmäler sind in Teil B der Denkmalliste der Stadt Herzogenrath eingetragen; Grundlage für die Aufnahme ist das Denkmalschutzgesetz Nordrhein-Westfalen (DSchG NRW).
| Bild | Bezeichnung                                            | Lage                                             | Beschreibung | Bauzeit | Eingetragen seit | Denkmal- nummer |
| ---- | ------------------------------------------------------ | ------------------------------------------------ | --- | ------- | ---------------- | --------------- |
| BW   | Artilleriebeobachter                                   | Kohlscheid Roermonder Straße / Auf’m Schif Karte | |         |                  | 3091            |
| BW   | Ringwall                                               | Merkstein Karte                                  | 800 m südlich vom Schloss Rimburg befindet sich im Rimburger Busch nördlich der Rimburger Atrasse auf einem Sporn eine Wallanlage von 300 m Länge und 150 m Breite.                           |         |                  | 3087            |
| BW   | „mittelalterliche und neuzeitliche Stadt Herzogenrath“ | Herzogenrath Kleikstraße 81 / Am Schürhof Karte  | |         |                  | 3084            |
| BW   | Bergbau, Zechenwüste, Stollen Zeche Spidell            | Kohlscheid Karte                                 | Südöstlich von Kohlscheid, am Westhang zur Wurmniederung, sind in einem umfangreichen Waldgebiet die Reste eines alten Steinkohlebergbaues erhalten.                                          |         |                  | 3089            |
| BW   | Landwehr                                               | Kohlscheid Karte                                 | 1,6 km östlich der Ortsmitte Kohlscheid liegt am Hang über dem westlichen Wurmufer eine 400 m langer Landwehrabschnitt.                                                                       |         |                  | 3088            |
| BW   | Grabenrechteck                                         | Kohlscheid Karte                                 | |         |                  | 3049            |
| BW   | Abschnittswall                                         | Kohlscheid Karte                                 | 3 km östlich des Bahnhofs von Richterich liegt im Paulinenwäldchen in einer Flur namens „Heider Busch“ ein kleiner doppelter Abschnittswall, der einen Bergsporn über dem Wurmtal abriegelt.  |         |                  | 3085            |
| BW   | Grabenrechteck                                         | Kohlscheid Karte                                 | Im Tal der Wurm zwischen Kohlscheid und Morsbach liegt 100 m nordwestlich der Pumpermühle auf dem linken Ufer der Wurm ein N-S orientiertes Grabenrechteck von ca. 75 m (N-S) auf 60 m (W-O). |         |                  | 3086            |
| BW   | Bergbau, Pingen, Schürfgruben, Grube Hoheneich         | Kohlscheid Karte                                 | Am rechten Ufer der Wurm, nördlich von Kohlscheid und östlich von Klinkheide, sind in den Handbereichen deutliche Spuren des alten Steinkohlebergbaues erhalten.                              |         |                  | 3090            |